# Lucas Araújo
Lucas Araújo de Oliveira, noto semplicemente come Lucas Araújo (Fortaleza, 21 maggio 1999), è un calciatore brasiliano, centrocampista del Portimonense.

## Caratteristiche tecniche
È un centrocampista difensivo.

## Carriera
Cresciuto nel settore giovanile del Grêmio, debutta in prima squadra l'8 marzo 2020 in occasione dell'incontro del Campionato Gaúcho vinto 1-0 contro il Pelotas. Il 7 aprile 2021 viene ceduto a titolo definitivo al Bahia.

## Statistiche

### Presenze e reti nei club
Statistiche aggiornate al 12 settembre 2021.
| Stagione        | Squadra         | Campionato      | Campionato | Campionato | Coppe nazionali | Coppe nazionali | Coppe nazionali | Coppe continentali | Coppe continentali | Coppe continentali | Altre coppe | Altre coppe | Altre coppe | Totale | Totale |
| Stagione        | Squadra         | Comp            | Pres       | Reti       | Comp            | Pres            | Reti            | Comp               | Pres               | Reti               | Comp        | Pres        | Reti        | Pres   | Reti   |
| --------------- | --------------- | --------------- | ---------- | ---------- | --------------- | --------------- | --------------- | ------------------ | ------------------ | ------------------ | ----------- | ----------- | ----------- | ------ | ------ |
| 2020            | Grêmio          | PD/RS+A         | 1+0        | 0          | CB              | 0               | 0               | CL                 | 1                  | 0                  |             | -           | -           | 2      | 0      |
| 2021            | Grêmio          | PD/RS+A         | 5+0        | 1+0        | CB              | 0               | 0               | CL                 | 1                  | 0                  |             | -           | -           | 6      | 1      |
| Totale Gremio   | Totale Gremio   | Totale Gremio   | 6          | 1          |                 | 0               | 0               |                    | 2                  | 0                  |             | 0           | 0           | 8      | 1      |
| 2021            | Bahia           | PD/BA+A         | 0+10       | 0          | CB              | 3               | 0               | CS                 | 1                  | 0                  | CdN         | 3           | 0           | 17     | 0      |
| Totale carriera | Totale carriera | Totale carriera | 16         | 1          |                 | 3               | 0               |                    | 3                  | 0                  |             | 3           | 0           | 25     | 1      |

## Palmarès

### Club

#### Competizioni statali
- Campionato Gaúcho: 1

Grêmio: 2020
- Campionato Maranhense: 1

Sampaio Corrêa: 2022
- Campionato Baiano: 1

Bahia: 2023

#### Competizioni regionali
- Copa do Nordeste: 1

Bahia: 2021